# 3717-es busz
A 3717-es jelzésű autóbuszvonal Miskolc, Homrogd, Abaújszolnok, Abaújlak, Gagybátor és Krasznokvajda / Viszló között húzódó regionális vonal, amelyet a Volánbusz Zrt. üzemeltet.

## Útvonala
A miskolci autóbusz-állomásról indul. A 3-as főúton indul el Szikszó irányába a Zsolcai kapun keresztül. A Gömöri felüljárón, a miskolci Volán- és MVK-telep szomszédságában közlekedik, eközben a Sajó folyót keresztezi, illetve több bevásárlóközpont mellett vezet útja. Az M30-as autópálya alatt átmegy, majd elhagyja a megyeszékhelyet.
Északkeleti irányban elhalad a felsőzsolcai ipari park közelében, illetve hosszú egyenesen át ér első településére, Szikszóra. A Hell üzemei mentén a városi gimnáziumnál a központba hajt, a legnagyobb forgalmat lebonyolító Táncsics utcai megállóban ágazik el a határban futó autópálya felé, az alatt hagyják el az egykoron nagyközséget. A Cserehát nagyrészén elsőnek Alsóvadászon hajt át, majd 3 kilométeren belül szintén a Vadász-patak kanyarulatain fekvő Homrogdon, egészen eddig a kis jelentőséggel bíró, de a megyeszékhely és a község közötti fő, 3710-es buszokkal jár egy útvonalon. A tomori elágazásban "háromágú villa" alakzatban folytatódik útja, mivel indításainak egy része Tomoron végállomásozik, kisebbik fele Monaj, Selyeb és Abaújszolnok településeket is útvonalára fűzi. A 2622-es mellékúton, jellemzően hosszabb lakatlan területeken menetel, majd több vízfolyam között halad, előtte Nyésta zsákfalu fekszik, azonban az nem érintett. 
Fő útvonala a Vadász-patak egyik mellékága (Kupai-Vadász-patak) mentén kanyarog a patak névadó községébe, Kupára. Onnan tart Felsővadászra, majd az egymegállós Gadnára. Pár percen belül irányt vált Abaújlak felé, illetve Magyarország legkisebb falva, Szanticska felé (a faluba vezető úton nem közlekedik autóbusz), mely 1870-től a vele szomszédos Abaújlakhoz van hozzácsatolva. Az ország szegényebb, de természeti értékeiben gazdag régiójában Gagyvendégit keresztezi, sőt Gagybátor pár autóbusznak célállomása. A vonal 54. kilométerén ér a térség egyik nagyobbik falvába (mely ezek ellenére is mindössze 450 főt számlál), Krasznokvajdára. A településről több törpefalu is elérhető (a vonal esetében a tőle keletre helyezkedő Büttös), illetve tömegközlekedését illetően többszöri kapcsolat létesített közte és Encs között. 

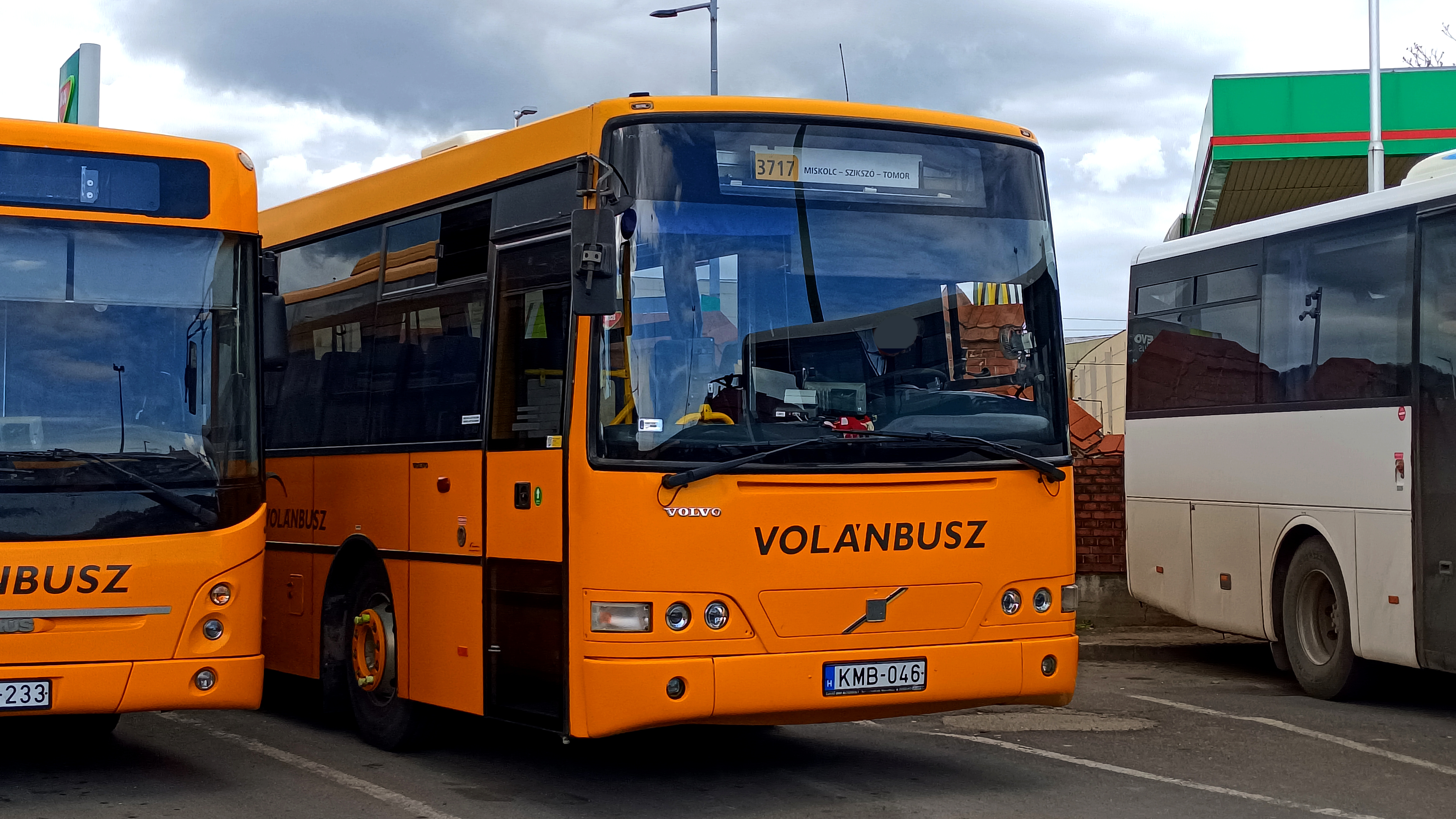
Tomori Volvo Alfa Regio

Miskolc felől eddig közlekedik járat. Ellentétes irányban 11 kilométerrel messzebbről, Viszlóról közlekedik busz a megyeszékhelyre. A Tornai-dombságba átnyúló kis falut dél felé, Rakaca irányába hagyja el, a Rakaca-patak folyásán. Onnan Szászfán át közlekedik Krasznokvajdára, ahonnan eredeti útvonalon közlekedik tovább. 

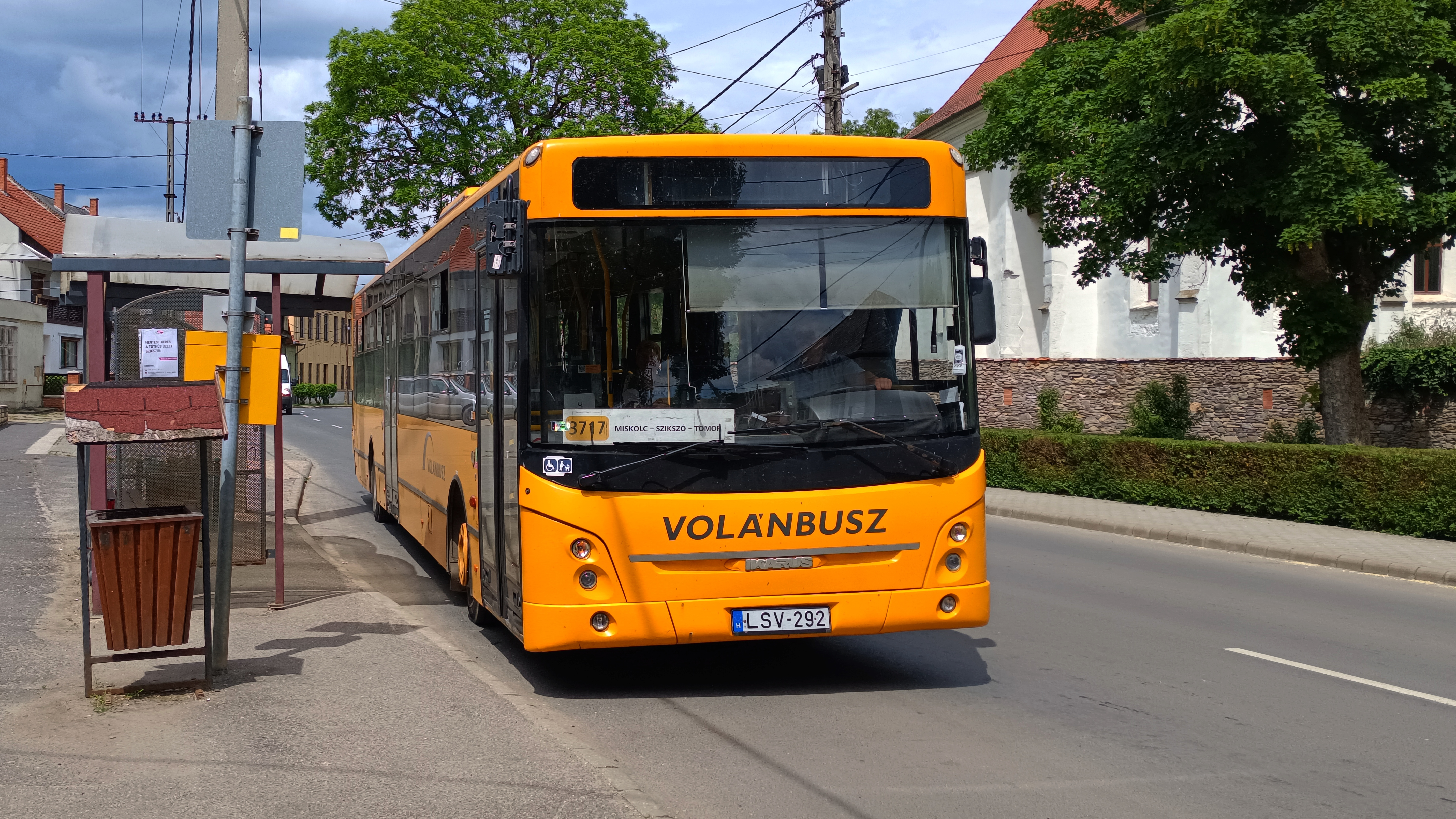
A vonal rendszeres résztvevői az Ikarus E127 / E134 buszok

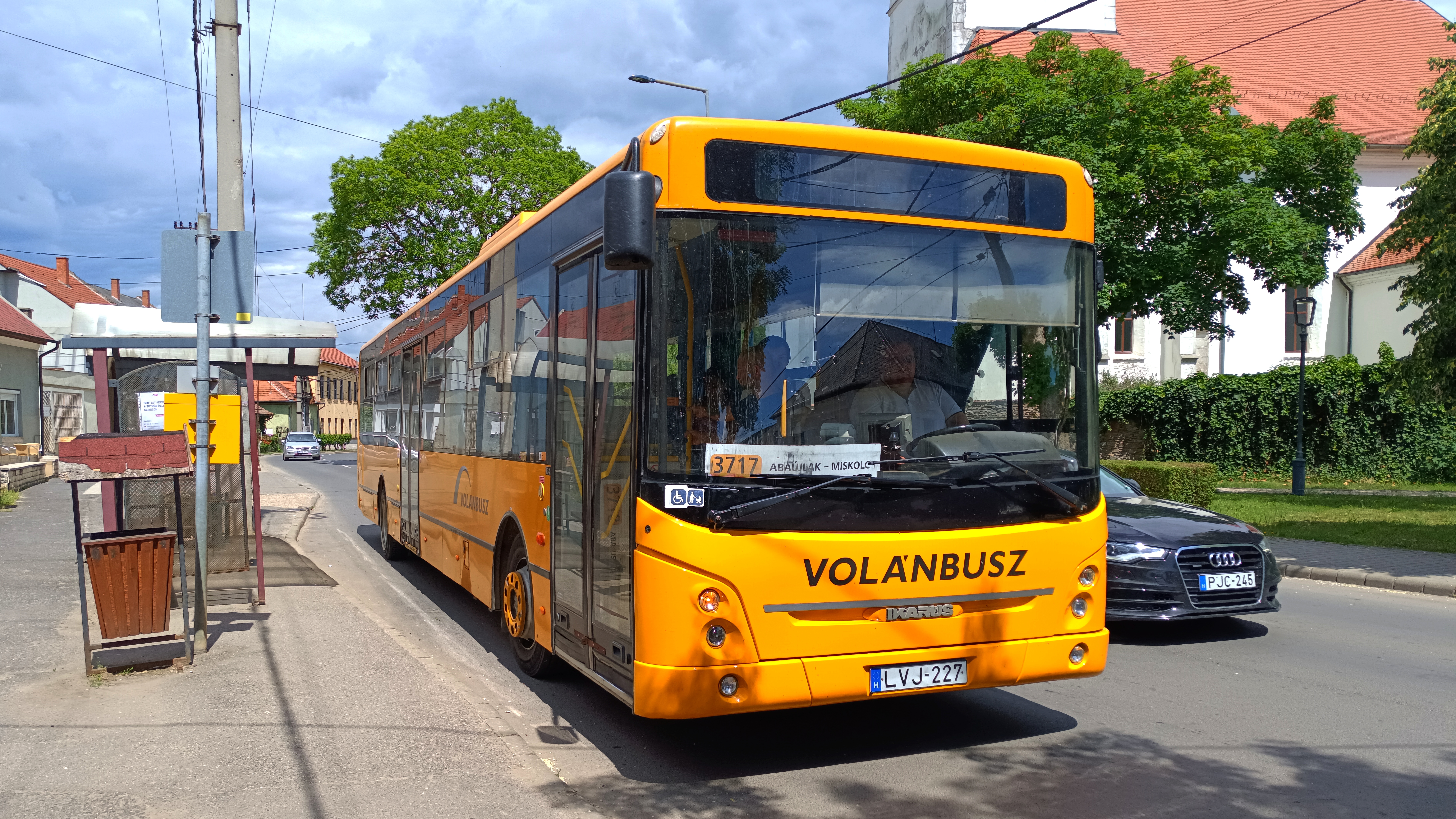
A legtöbb járat Abaújlakon végállomásozik

## Közlekedése
Indításai minden nap történnek, legtöbbször Tomorig, illetve Abaújlakig, valamint csak Szikszótól. Indításszáma magas a rengeteg kisebb-hosszabb viszonylat végett, csak szólók lelhetőek fel, azok közül is zömében Ikarus E127 és E134 autóbuszok. Több helyen is jelentős szerepet tölt be a tömegközlekedésüket illetően. 

### Törzsjárművei
- a KMB-046 rendszámú Volvo Alfa Regio,
- az LVJ-227 rendszámú Ikarus E134 autóbuszok.

| Viszonylat                                      | Indításszám     | Közlekedési rend          |
| ----------------------------------------------- | --------------- | ------------------------- |
| Miskolc, aut. áll. – Tomor, aut. vt.            | 2 oda, 3 vissza | tanítási napokon          |
| Miskolc, aut. áll. – Tomor, aut. vt.            | 3 pár           | tanszünetben munkanapokon |
| Miskolc, aut. áll. – Tomor, aut. vt.            | 1 pár           | szabadnapokon             |
| Miskolc, aut. áll. ➝ Selyeb, művelődési ház     | 1 oda           | naponta                   |
| Miskolc, aut. áll. – Abaújlak, aut. vt.         | 1 oda, 3 vissza | munkanapokon              |
| Miskolc, aut. áll. – Abaújlak, aut. vt.         | 4 pár           | szabadnapokon             |
| Miskolc, aut. áll. – Abaújlak, aut. vt.         | 1 pár           | munkaszüneti napokon      |
| Miskolc, aut. áll. – Gagybátor, kh.             | 2 pár           | munkanapokon              |
| Miskolc, aut. áll. – Krasznokvajda, óvoda       | 1 pár           | munkaszüneti napokon      |
| Szikszó, Táncsics u. – Abaújlak, aut. vt.       | 1 vissza        | munkanapokon              |
| Szikszó, Táncsics u. – Abaújlak, aut. vt.       | 1 pár           | szabadnapokon             |
| Szikszó, Táncsics u. ➝ Gagybátor, kh.           | 1 oda           | munkanapokon              |
| Homrogd, aut. ford. ➝ Abaújszolnok, aut. ford.  | 1 oda           | szabadnapokon             |
| Homrogd, aut. ford. – Abaújlak, aut. vt.        | 1 oda           | munkanapokon              |
| Homrogd, aut. ford. – Abaújlak, aut. vt.        | 1 vissza        | szabadnapokon             |
| Selyeb, művelődési ház ➝ Abaújlak, aut. vt.     | 1 oda           | munkanapokon              |
| Selyeb, művelődési ház ➝ Abaújlak, aut. vt.     | 1 oda           | szabadnapokon             |
| Viszló, bolt ➝ Miskolc, aut. áll.               | 1 oda           | munkaszüneti napokon      |
| Abaújszolnok, aut. ford. ➝ Szikszó, Táncsics u. | 1 oda           | szabadnapokon             |
| Gagybátor, kh. ➝ Felsővadász, Petőfi u. 1.      | 1 oda           | munkanapokon              |
| Abaújlak, aut. vt. ➝ Felsővadász, Petőfi u. 1.  | 1 oda           | szabadnapokon             |

## Megállóhelyei
| 0 | Miskolc, autóbusz-állomás végállomás                | 0.0 km  | 1, 1G, 3, 3A, 4, 7, 11, 12G, 20, 20A, 24, 28, 32, 34G, 35, 43, 44, 45, 101B, 900, 914, 935 1050, 1053, 1369, 1370, 1372, 1373, 1374, 1375, 1376, 1377, 1380, 1381, 1383, 1384, 1410, 1411 3700, 3701, 3702, 3703, 3704, 3705, 3706, 3707, 3708, 3709, 3710, 3711, 3712, 3714, 3715, 3716, 3718, 3719, 3720, 3721, 3722, 3723, 3724, 3726, 3727, 3728, 3729, 3730, 3731, 3733, 3734, 3735, 3736, 3737, 3738, 3739, 3740, 3741, 3742, 3743, 3744, 3745, 3746, 3747, 3748, 3749, 3750, 3751, 3752, 3753, 3754, 3755, 3757, 3760, 3761, 3764, 3765, 3766, 3767, 3770, 3772, 3773, 3774, 3775, 3776, 3777, 4019 |
| 1 | Miskolc, Baross Gábor utca                          | 1.5 km  | 7, 8 3706, 3710, 3712, 3715, 3716, 3718, 3719, 3720, 3721, 3722, 3723, 3724, 3726, 3727, 3728, 3729, 3730, 3731, 3733, 3734, 3735, 3736, 3737 |
| 2 | Miskolc, Szondi György utca                         | 2.0 km  | 1, 1G, 3A, 7, 8, 12G, 14G, 20, 21, 21G, 30, 31, 32, 34G, 35, 35G, 101B, 900, 901, 935, Auchan 1 3706, 3710, 3712, 3715, 3716, 3718, 3719, 3720, 3721, 3722, 3723, 3724, 3726, 3727, 3728, 3729, 3730, 3731, 3733, 3734, 3735, 3736, 3737 |
| 3 | Miskolc, Fonoda utca                                | 2.3 km  | 7 3706, 3710, 3712, 3715, 3716, 3718, 3719, 3720, 3721, 3722, 3723, 3724, 3726, 3727, 3728, 3729, 3730, 3731, 3733, 3734, 3735, 3736, 3737 |
| 4 | Miskolc, Metro áruház                               | 3.3 km  | 7 3706, 3710, 3712, 3715, 3716, 3718, 3719, 3720, 3721, 3722, 3723, 3724, 3726, 3727, 3728, 3729, 3730, 3731, 3733, 3734, 3735, 3736, 3737 |
| 5 | Miskolc, Auchan áruház                              | 3.8 km  | 7, Auchan 1 3706, 3710, 3712, 3715, 3716, 3718, 3719, 3720, 3721, 3722, 3723, 3724, 3726, 3727, 3728, 3729, 3730, 3731, 3733, 3734, 3735, 3736, 3737 |
| 6 | Felsőzsolca, ipari park bejárati út                 | 7.5 km  | 3710, 3712, 3715, 3716, 3718, 3719, 3720, 3721, 3722, 3723, 3728 |
| 7 | 3-as számú út, 186-os kilométer                     | 8.2 km  | 3710, 3712, 3715, 3716, 3718, 3719, 3720, 3721, 3722, 3723, 3728 |
| 8 | Szikszó, Turul                                      | 11.2 km | 3710, 3712, 3715, 3716, 3718, 3719, 3720, 3721, 3722, 3723, 3728 |
| 9 | Ongaújfalui elágazás                                | 12.9 km | 3710, 3712, 3715, 3716, 3718, 3719, 3720, 3721, 3722, 3723, 3728 |
| 10 | Szikszó, Hell Energy Kft.                           | 14.1 km | 3710, 3712, 3715, 3716, 3718, 3719, 3720, 3721, 3722, 3723, 3728 |
| 11 | Szikszó, Miskolci utca 83.                          | 15.5 km | 3710, 3712, 3715, 3716, 3718, 3719, 3720, 3721, 3722, 3723, 3728 |
| 12 | Szikszó, gimnázium                                  | 16.2 km | 3710, 3712, 3715, 3716, 3718, 3719, 3720, 3721, 3722, 3723, 3728 |
| 13 | Szikszó, Rákóczi út Penny                           | 16.9 km | 3710, 3712, 3715, 3716, 3718, 3719, 3720, 3721, 3722, 3723, 3728 |
| 14 | Szikszó, Táncsics utca vonalközi végállomás         | 17.2 km | 3710, 3712, 3713, 3715, 3716, 3718, 3719, 3720, 3721, 3722, 3723, 3728 |
| 15 | Szikszó, malom                                      | 18.1 km | 3710, 3712, 3713, 3718 |
| 16 | Szikszó, SZATEV telep                               | 18.9 km | 3710, 3712, 3713, 3718 |
| 17 | Alsóvadász, Fő út 143.                              | 21.4 km | 3710, 3712, 3713, 3718 |
| 18 | Alsóvadász, községháza                              | 22.1 km | 3710, 3712, 3713, 3718 |
| 19 | Alsóvadász, Béke utca                               | 22.8 km | 3710, 3712, 3713, 3718 |
| 20 | Homrogd, újtanya                                    | 25.8 km | 3710, 3712, 3713, 3718 |
| 21 | Homrogd, Kossuth utca 34.                           | 26.6 km | 3710, 3712, 3713, 3718 |
| 22 | Homrogd, faluház                                    | 27.5 km | 3710, 3712, 3713, 3718 |
| 23 | Homrogd, körzeti iskola                             | 28.1 km | 3710, 3712, 3713, 3718 |
| 24 | Homrogd, autóbusz-forduló vonalközi végállomás      | 28.5 km | 3710, 3712, 3713, 3718 |
| 25 | Tomori elágazás                                     | 29.4 km | 3712, 3713, 3718 |
| Tanítási napokon 7; tanszünetben munkanapokon 8; szabadnapokon 4; munkaszüneti napokon 1 alkalommal érintett. |                                                     |         | |
| ∫ | Tomor, Kossuth utca 102.                            | ∫       | 3711, 3713, 3718, 4094 |
| ∫ | Tomor, autóbusz-váróterem vonalközi végállomás      | ∫       | 3711, 3713, 4094 |
| ∫ | Tomor, Kossuth utca 102.                            | ∫       | 3711, 3713, 3718, 4094 |
| 25 | Tomori elágazás                                     | 29.4 km | 3712, 3713, 3718 |
| Munkanapokon 2; szabadnapokon 4; munkaszüneti napokon 2 alkalommal érintett.                                  |                                                     |         | |
| ∫ | Monaj, autóbusz-váróterem                           | ∫       | 3712, 3713, 3718 |
| ∫ | Selyeb, Kossuth utca 13.                            | ∫       | 3712, 3718 |
| ∫ | Selyeb, Görögkatolikus templom                      | ∫       | 3712, 3718 |
| ∫ | Selyeb, művelődési ház vonalközi végállomás         | ∫       | 3712, 3718 |
| Szabadnapokon 2; munkaszüneti napokon 1 alkalommal érintett.                                                  |                                                     |         | |
| ∫ | Selyeb, Kossuth utca 129.                           | ∫       | 3712, 3718 |
| ∫ | Nyéstai elágazás                                    | ∫       | 3712, 3718 |
| ∫ | Abaújszolnok, Dózsa György utca                     | ∫       | 3712, 3718 |
| ∫ | Abaújszolnok, autóbusz-forduló vonalközi végállomás | ∫       | 3712, 3718 |
| ∫ | Abaújszolnok, Dózsa György utca                     | ∫       | 3712, 3718 |
| ∫ | Nyéstai elágazás                                    | ∫       | 3712, 3718 |
| ∫ | Selyeb, Kossuth utca 129.                           | ∫       | 3712, 3718 |
| ∫ | Selyeb, művelődési ház vonalközi végállomás         | ∫       | 3712, 3718 |
| ∫ | Selyeb, Görögkatolikus templom                      | ∫       | 3712, 3718 |
| ∫ | Selyeb, Kossuth utca 13.                            | ∫       | 3712, 3718 |
| ∫ | Monaj, autóbusz-váróterem                           | ∫       | 3712, 3713, 3718 |
| 25 | Tomori elágazás                                     | 29.4 km | 3712, 3713, 3718 |
| 26 | Lencséstanya                                        | 31.5 km | 3712 |
| 27 | Kupa, községháza                                    | 33.3 km | 3712 |
| 28 | Felsővadász, mezőgazdasági telep                    | 36.8 km | 3712 |
| 29 | Felsővadász, Petőfi utca 1. vonalközi végállomás    | 37.8 km | 3712, 3812 |
| 30 | Gadna, községháza                                   | 41.7 km | 3712, 3812 |
| 31 | Abaújlak, autóbusz-váróterem vonalközi végállomás   | 43.5 km | 3712, 3812 |
| 32 | Szanticska, bejárati út                             | 44.8 km | 3712, 3812 |
| 33 | Abaújlaki elágazás                                  | 45.8 km | 3712, 3718, 3812 |
| 34 | Gagyvendégi, temető                                 | 47.6 km | 3718, 3812 |
| 35 | Gagyvendégi, autóbusz-váróterem                     | 48.2 km | 3718, 3812 |
| Munkanapokon 6; munkaszüneti napokon 2 alkalommal érintett.                                                   |                                                     |         | |
| ∫ | Gagyvendégi, Báthori utca                           | ∫       | 3718, 3719, 3811, 3812 |
| ∫ | Gagybátor, községháza vonalközi végállomás          | ∫       | 3718, 3719, 3811, 3812 |
| ∫ | Gagyvendégi, Báthori utca                           | ∫       | 3718, 3719, 3811, 3812 |
| 36 | Nyirjestanya, bejárati út                           | 51.2 km | 3718, 3719, 3811, 3812 |
| 37 | Gagyvendégi elágazás                                | 52.0 km | 3718, 3719, 3811, 3812 |
| 38 | Krasznokvajda (Krasznok), Rákóczi utca              | 53.8 km | 3718, 3719, 3811, 3812 |
| 39 | Büttösi elágazás                                    | 54.2 km | 3718, 3811, 3812, 3831 |
| Munkaszüneti napokon 1 alkalommal érintett.                                                                   |                                                     |         | |
| ∫ | Büttös, autóbusz-váróterem                          | ∫       | 3718, 3811, 3812, 3831 |
| 39 | Büttösi elágazás                                    | 54.2 km | 3718, 3811, 3812, 3831 |
| 40 | Krasznokvajda, Kossuth út 30.                       | 54.8 km | 3718, 3719, 3811, 3812, 3831 |
| 41 | Krasznokvajda, óvoda vonalközi végállomás           | 55.4 km | 3718, 3719, 3811, 3812, 3831 |
| ∫ | Szászfa, pamlényi elágazás                          | ∫       | 3718, 3719, 3811, 3812, 3831 |
| ∫ | Rakaca, tanya                                       | ∫       | 3719 |
| ∫ | Rakaca, bolt                                        | ∫       | 3708, 3709, 3719, 4041, 4083, 4121 |
| ∫ | Rakaca, községháza                                  | ∫       | 3708, 3709, 3719, 4041, 4083, 4121 |
| ∫ | Viszló, bolt végállomás                             | ∫       | 3708, 3709, 3719, 4083, 4121 |